# Bóc Imre
Bóc Imre, Boóc (Budapest, 1923. február 3. – Budapest, 2019. december 4.[forrás?]) magyar közgazdász, újságíró, író.

## Élete
Budapesten született, Bóc Gyula és Krieser Mina gyermekeként.
1941–1942 között az Elektrotechnikai Egyetemen tanult Grenoble-ban. 1946–1951 között a Marx Károly Közgazdaságtudományi Egyetem hallgatója.
1943–1944 között részt vett a francia fegyveres ellenállásban. 1945–1946 között a Madiszban dolgozott. 1947–1948 között a Kelet-európai Kereskedelmi Rt. igazgatósági titkára. 1949–1951 között az Országos Tervhivatal osztályvezetője. 1951–1953 között az Országos Tervhivatal Központi Iskola tanfolyamán előadó. 1953–1956 között az Áruházi Igazgatóság főosztályvezetője.  
1957–1961 között a Mirköz Ktsz.-nél volt munkás. 1961–1967 között a Kermi osztályvezetője. 1967–1990 között a Gazdaságkutató Intézet munkatársa. 
1970-től 15 évig a Nagyító rovatvezetője. 1978 óta a Mikroszkóp Színpad szerzői gárdájának tagja. 1986–1990 között a Képes 7 külső munkatársa. 1990 óta a Kopint-Datorg tudományos főtanácsadója. 1997-ben vonult nyugdíjba.

## Művei
- Boóc Imre: Francia ég alatt. Regény; Szikra, Bp., 1947 (Szikra regénytár)
- Fogyasztási cikkek minőségellenőrzése (társszerző, 1966)
- A piac hatása a vállalati minőségpolitikára; Országos Vezetőképző Központ, Bp., 1969 (Országos Vezetőképző Központ)
- A legfélelmetesebb kockázat (regény, 1976)
- Az utolsó és első hetek (dokumentumregény, 1980)
- Halál az első napon (rádiójáték, 1982)
- Mindig van tanú (regény, 1984)
- A belkereskedelem négy évtizede (társszerző, 1985)
- Bóc Imre–Klauber Mátyás: A kilencvenes évek a belkereskedelemben; közrem. Hamar Judit, Bartha Attila; Kopint-Datorg, Bp., 1998 (Műhelytanulmányok Kopint-Datorg)
- Bóc Imre–Klauber Mátyás: A közvetítő kereskedelem szerepe a magyar exportban és importban; Kopint-Datorg, Bp., 2003 (Műhelytanulmányok Kopint-Datorg)
- Grenoble de l'occupation á la liberté (roman historique, 2012) – Az utolsó és első hetek

## Díjai, kitüntetései
- Magyar Szabadság Érdemrend (1946)
- Magyar Népköztársaság Érdemérem (1951)
- Magyar Partizán Emlékérem (1955)
- A Munka Érdemrend arany fokozata (1978)
- Az Önkéntes Ellenállók Keresztje (1978)
- A Magyar Rádió nívódíja (1982)
- MTV elnökség nívódíja (1984)
- A közgazdaságtudományok kandidátusa (1985)
- A Hazádnak Rendületlenül sajtópályázat díja (1986)
- a Gerelyes Endre-pályázat díja (1986)
- A Francia Köztársaság Becsületrendjének lovagja (1999)